# Los Angeles Lakers 1979-1980
La stagione 1979-80 dei Los Angeles Lakers fu la 31ª nella NBA per la franchigia.
I Los Angeles Lakers vinsero la Pacific Division della Western Conference con un record di 60-22. Nei play-off vinsero la semifinale di conference con i Phoenix Suns (4-1), la finale di conference con i Seattle SuperSonics (4-1), vincendo poi il titolo battendo nella finale NBA i Philadelphia 76ers (4-2).

## Western Conference
| Squadra             | V  | P  | %    | GB |
| ------------------- | -- | -- | ---- | -- |
| L.A. Lakers C       | 60 | 22 | 73,2 | -  |
| Seattle S.Sonics    | 56 | 26 | 68,3 | 4  |
| Phoenix Suns        | 55 | 27 | 67,1 | 5  |
| Portland T. Blazers | 38 | 44 | 46,3 | 22 |
| San Diego Clippers  | 35 | 47 | 42,7 | 25 |
| G.S. Warriors       | 24 | 58 | 29,3 | 36 |

## Roster
| \| Pos. \| Num. \| Naz. \| Nome \| Altezza \| Peso \| Data nascita \| Provenienza \| \| ---- \| ---- \| ---- \| -------------------- \| ------- \| ------ \| ------------ \| -------------------- \| \| C \| 33 \| \| Abdul-Jabbar, Kareem \| 218 cm \| 102 kg \| 16-04-1947 \| UCLA \| \| G/AP \| 24 \| \| Boone, Ron \| 188 cm \| 91 kg \| 06-09-1946 \| Idaho State \| \| A \| 7 \| \| Byrnes, Marty \| 201 cm \| 98 kg \| 30-04-1956 \| Syracuse \| \| A \| 7 \| \| Carr, Kenny \| 201 cm \| 100 kg \| 15-08-1955 \| North Carolina State \| \| A/C \| 9 \| \| Chones, Jim \| 211 cm \| 100 kg \| 30-11-1949 \| Marquette \| \| G/AP \| 21 \| \| Cooper, Michael \| 196 cm \| 77 kg \| 15-04-1956 \| New Mexico \| \| A \| 35 \| \| Ford, Don \| 206 cm \| 98 kg \| 31-12-1952 \| UC Santa Barbara \| \| A/C \| 31 \| \| Haywood, Spencer \| 203 cm \| 102 kg \| 22-04-1949 \| Detroit-Mercy \| \| G \| 14 \| \| Holland, Brad \| 191 cm \| 82 kg \| 06-12-1956 \| UCLA \| \| G/AP \| 32 \| \| Johnson, Magic \| 203 cm \| 98 kg \| 14-08-1959 \| Michigan State \| \| A/C \| 54 \| \| Landsberger, Mark \| 203 cm \| 98 kg \| 21-05-1955 \| Arizona State \| \| G \| 15 \| \| Lee, Butch \| 183 cm \| 84 kg \| 5-12-1956 \| Marquette \| \| G \| 25 \| \| Mack, Ollie \| 191 cm \| 84 kg \| 06-06-1957 \| East Carolina \| \| G \| 10 \| \| Nixon, Norm \| 188 cm \| 77 kg \| 11-10-1955 \| Duquesne \| \| G/AP \| 52 \| \| Wilkes, Jamaal \| 198 cm \| 86 kg \| 02-05-1953 \| UCLA \| | Allenatore - Jack McKinney (fino al 9 novembre 1979) - Paul Westhead Assistente/i - Paul Westhead - Vice (fino al 9 novembre 1979) - Pat Riley - Vice - Jack Curran (Preparatore atletico) Legenda - (C) Capitano - (FA) Free agent - (S) Sospeso - (TW) Contratto Two-way - (GL) Assegnato a squadra G League affiliata - Infortunato Roster • Transazioni · Ultima transazione: 17 giugno 1980 |                        |                      |         |        |              |                      |
| Pos. | Num. | Naz.                   | Nome                 | Altezza | Peso   | Data nascita | Provenienza          |
| C | 33 | Stati Uniti (bandiera) | Abdul-Jabbar, Kareem | 218 cm  | 102 kg | 16-04-1947   | UCLA                 |
| G/AP | 24 | Stati Uniti (bandiera) | Boone, Ron           | 188 cm  | 91 kg  | 06-09-1946   | Idaho State          |
| A | 7 | Stati Uniti (bandiera) | Byrnes, Marty        | 201 cm  | 98 kg  | 30-04-1956   | Syracuse             |
| A | 7 | Stati Uniti (bandiera) | Carr, Kenny          | 201 cm  | 100 kg | 15-08-1955   | North Carolina State |
| A/C | 9 | Stati Uniti (bandiera) | Chones, Jim          | 211 cm  | 100 kg | 30-11-1949   | Marquette            |
| G/AP | 21 | Stati Uniti (bandiera) | Cooper, Michael      | 196 cm  | 77 kg  | 15-04-1956   | New Mexico           |
| A | 35 | Stati Uniti (bandiera) | Ford, Don            | 206 cm  | 98 kg  | 31-12-1952   | UC Santa Barbara     |
| A/C | 31 | Stati Uniti (bandiera) | Haywood, Spencer     | 203 cm  | 102 kg | 22-04-1949   | Detroit-Mercy        |
| G | 14 | Stati Uniti (bandiera) | Holland, Brad        | 191 cm  | 82 kg  | 06-12-1956   | UCLA                 |
| G/AP | 32 | Stati Uniti (bandiera) | Johnson, Magic       | 203 cm  | 98 kg  | 14-08-1959   | Michigan State       |
| A/C | 54 | Stati Uniti (bandiera) | Landsberger, Mark    | 203 cm  | 98 kg  | 21-05-1955   | Arizona State        |
| G | 15 | Porto Rico (bandiera)  | Lee, Butch           | 183 cm  | 84 kg  | 5-12-1956    | Marquette            |
| G | 25 | Stati Uniti (bandiera) | Mack, Ollie          | 191 cm  | 84 kg  | 06-06-1957   | East Carolina        |
| G | 10 | Stati Uniti (bandiera) | Nixon, Norm          | 188 cm  | 77 kg  | 11-10-1955   | Duquesne             |
| G/AP | 52 | Stati Uniti (bandiera) | Wilkes, Jamaal       | 198 cm  | 86 kg  | 02-05-1953   | UCLA                 |